# Tuakamara aphila
Tuakamara aphila är en insektsart som beskrevs av Webb 1980. Tuakamara aphila ingår i släktet Tuakamara och familjen dvärgstritar. Inga underarter finns listade i Catalogue of Life.